# مطار نورمان مانلي الدولي
مطار نورمان مانلي الدولي (إياتا: KIN، إيكاو: MKJP) (بالإنجليزية: Norman Manley International Airport)‏ هو مطار دولي يقع في جامايكا.

## شركات الطيران والوجهات
| شركـات طيـران            | الوجهات |
| ------------------------ | --- |
| إيروغافيوتا              | مطار خوسيه مارتي الدولي، Santiago de Cuba |
| طيران كندا               | مطار تورونتو بيرسون الدولي |
| Air Canada Rouge         | مطار تورونتو بيرسون الدولي |
| الخطوط الجوية الأمريكية  | مطار ميامي الدولي |
| Arajet                   | مطار لاس أمريكا الدولي |
| الخطوط الجوية البريطانية | مطار غاتويك |
| Caribbean Airlines       | Antigua، Barbados، Fort Lauderdale، مطار ميامي الدولي، Nassau، مطار جون إف كينيدي الدولي، Port of Spain، مطار الأميرة جوليانا الدولي، مطار تورونتو بيرسون الدولي موسمي: مطار أورلاندو الدولي |
| Cayman Airways           | مطار أوين روبرتس الدولي |
| خطوط كوبا الجوية         | مطار توكومين الدولي |
| خطوط دلتا الجوية         | مطار هارتسفيلد جاكسون |
| Fly All Ways             | Barbados، Georgetown–Cheddi Jagan، Paramaribo |
| خطوط فرونتير الجوية      | مطار هارتسفيلد جاكسون، مطار ميامي الدولي |
| InterCaribbean Airways   | مطار خوسيه مارتي الدولي، مطار سانجستر الدولي، Providenciales، Santiago de Cuba |
| خطوط جيت بلو الجوية      | Fort Lauderdale، مطار جون إف كينيدي الدولي |
| Norse Atlantic Airways   | موسمي: مطار غاتويك (تبدأ في 31 أكتوبر 2023) |
| Sky High                 | مطار لاس أمريكا الدولي |
| خطوط سبيريت الجوية       | Fort Lauderdale |
| Swoop                    | مطار تورونتو بيرسون الدولي |

## وصلات خارجية
الموقع الإلكتروني